# Barry Corbin
Leonard Barrie "Barry" Corbin (født 16. oktober 1940) er en amerikansk skuespiller, som har medvirket i mere end hundrede film, tv-serier og computerspil.

## Filmografi

### Film
- Feed the Fish
- That Evening Sun
- Wyvern
- Beer for My Horses
- Firefighter (film)
- Ghost Dad (film)
- In the Valley of Elah
- No Country for Old Men
- The Hot Spot
- Crossfire Trail
- Held Up
- Career Opportunities
- Who's Harry Crumb?
- Nothing in Common
- Bitter Harvest
- WarGames
- Stir Crazy
- Best Little Whorehouse in Texas
- Critters 2: The Main Course
- Six Pack
- Urban Cowboy
- Any Which Way You Can
- Moon Shot (fortæller)
- My Science Project
- Ben 10: Alien Swarm
- Monte Walsh
- Solo
- The Grand
- The Dukes of Hazzard

### Tv-serier og film
- Celebrity Poker Showdown
- Dallas - Sheriff Fenton Washburn, Sheriff af Braddock County
- Northern Exposure - Maurice Minnifield
- One Tree Hill - Whitey Durham
- Reba - J.V McKinney
- The A-Team - Kinkaid
- Lonesome Dove miniserie - Roscoe Brown
- The Thorn Birds miniserie
- M*A*S*H - Sgt. Joe Vickers i episoden "Your Retention, Please" (episode 907)
- Murder, She Wrote
- Walker, Texas Ranger Sæson 7, episode 8 "Widowmaker"- Ben Crowder
- Columbo - "A Trace of Murder" - Clifford Calvert
- Understanding - fortæller i episoden "Traffic"
- Spin City - Peter Noland
- The Closer - Clay Johnson
- King of the Hill - Fire Chief
- Psych - Bamford
- The Drew Carey Show - Mr. Pheifer
- Hidden Places (Hallmark film) - Sherif
- The Unit - Carson
- Hope Ranch (TV film) - Shorty
- Modern Family - Merle Tucker
- Anger Management - Ed
- Ghoul (TV film)
- Dallas (2012 TV serie) - J.R. Ewings advokat

### Computerspil
- Command & Conquer: Red Alert 2 som General Carville
- Tex Murphy: The Pandora Directive som Jackson Cross